# 364 Isara
364 Isara је астероид главног астероидног појаса. Приближан пречник астероида је 27,99 km,
а средња удаљеност астероида од Сунца износи 2,219 астрономских јединица (АЈ).
Инклинација (нагиб) орбите у односу на раван еклиптике је 6,005 степени, а орбитални период износи 1208,136 дана (3,307 године). Ексцентрицитет орбите астероида износи 0,149.
Апсолутна магнитуда астероида износи 9,86 а геометријски албедо 0,256.
Астероид је откривен 19. марта 1893. године.